# OH!! POPSTAR
「OH!! POPSTAR」（オー!! ポップスター）は1986年2月21日にキャニオン・レコード（現・ポニーキャニオン）からリリースされた、チェッカーズの10枚目のシングル。

## 解説
東宝映画『タッチ 背番号のないエース』の挿入歌として用いられた、チェッカーズ唯一のアニメタイアップ曲。また、フジサンケイグループ主催の「国際スポーツフェア'86」のイメージソングにも起用された。
オリコンチャートでは2位止まりとなり、「哀しくてジェラシー」から「神様ヘルプ!」（12インチ・シングル「HEART OF RAINBOW 〜愛の虹を渡って〜/ブルー・パシフィック」も含む）まで続いた、オリコン首位獲得は7作で途切れた。
またTBSテレビの「ザ・ベストテン」の最高位も4週連続の2位で、「涙のリクエスト」から「神様ヘルプ!」まで続いていた、同番組でのシングル曲連続1位が7作で途切れた（但し「HEART OF RAINBOW 〜愛の虹を渡って〜/ブルー・パシフィック」（同番組最高位は9位）は除く）。
本作品の前後約1年は、バンドとしての過渡期であり、メンバー各自が悩んでいた時期でもあったと後に複数のメンバーが語っている。
本来サックス奏者担当の藤井尚之が、当曲レコーディング前に酔った勢いで腕を骨折してしまいサックスが吹けず、代わりに尚之は武内享と共にギター伴奏を務めていた（カップリングは従来通りサックスを担当）。
アルバム『FLOWER』のジャケットの衣装でテレビで歌っていたが、同アルバムには収録されなかった（オリジナル・アルバム未収録）。なお、同曲のヒット期間中に藤井郁弥が長髪をバッサリ切ったのと同時に、その衣装では歌わなくなった。
「OH!! POPSTAR」はライブのセットリストに組まれる機会が少なく1986年のツアーのみであった。カップリング曲「おまえが嫌いだ」はライブのメニューに良く組まれた。藤井フミヤの2003年のライブでも本編ラストに「おまえが嫌いだ」が組まれたことがあった。
アルバム『FLOWER』収録「君はRock-A-Ballade」がシングル候補だったとされる説もある。

## 収録曲
1. OH!! POPSTAR
  - 作詞／売野雅勇　作曲・編曲／芹澤廣明
2. おまえが嫌いだ
  - 作詞／藤井郁弥　作曲／武内享　編曲／チェッカーズ
  - ライブではよく歌われていた曲である。歌詞の「Shaking baby」は元々「F**king baby」であったが、歌詞に問題があるとされ、「Shaking baby」で収録された。尚、ライブでは元の「F**king baby」で歌われていた。